# Stand (chanson de R.E.M.)
Singles de R.E.M.
Orange Crush
(1988) Pop Song 89
(1989)
Pistes de Green 
You Are the Everything World Leader Pretend
Stand est une chanson du groupe américain de rock alternatif R.E.M., sorti en tant que deuxième single de l'album Green en 1989.  La chanson a culminé à la sixième place du Billboard Hot 100, devenant le deuxième single de R.E.M. à se placer dans le top 10 aux États-Unis. La chanson a atteint la 48e place des charts anglais et la 16e au Canada. La chanson a également été choisie pour figurer dans l'album best of In Time: The Best of R.E.M. 1988–2003 en 2003, ainsi que dans la compilation de 2011 Part Lies, Part Heart, Part Truth, Part Garbage 1982–2011.
La chanson est un exemple de truck driver's gear change (changement de vitesse d'un conducteur de camion), un type de modulation, puisque les deux dernières répétitions du refrain sont chacune un ton plus élevé que le précédent. La chanson est censée être une chanson de bubblegum pop des années 1960, semblable à la musique de Banana Split, de The Archies ou encore de The Monkees.
Stand a été utilisée comme chanson thème de la sitcom Get a Life de 1990 à 1992. Elle a également été parodiée par "Weird Al" Yankovic dans le titre Spam de l'album UHF - Original Motion Picture Soundtrack and Other Stuff.

## Composition et paroles
Le chanteur Michael Stipe a dit à propos de l'origine de la chanson que lui et les autres membres du groupe discutaient de Banana Split, de The Archies, de The Monkees ainsi que d'autres groupes pop similaires des années 1960 :« Ils m'ont balancé ces chansons super mielleuses et j'ai dit: 'Je vais surenchérir et vous en faire une'.  Et j’ai écrit les paroles les plus insensées que je puisse écrire. C'était tout à fait intentionnel de faire cela. J'aime beaucoup la plupart de ces chansons, en fait, ». Le guitariste Peter Buck a décrit Stand comme « sans aucun doute [...] la chanson la plus stupide que nous ayons jamais écrite. Ce n'est pas nécessairement une mauvaise chose. », comparant la chanson à Louie Louie des Kingsmen en termes de paroles "stupides".

## Utilisation dans les médias
La chanson Stand a été utilisée dans :
- La série télévisée Parks and Recreation dans l'épisode The Comeback Kid
- La série télévisée Cold Case : Affaires classées dans l'épisode The Sleepover en 2004
- La série télévisée Get a life
- La série télévisée Parker lewis ne perd jamais
- Le film Un jour, peut-être en 2008
- C'est l'une des chansons présentes dans le jeu vidéo SingStar '80s

## Liste des pistes
Toutes les chansons sont écrites par Bill Berry, Peter Buck, Mike Mills et Michael Stipe sauf indication contraire.

### Première édition

#### 33 tours
1. Supporter - 3:10
2. Memphis Train Blues - 1:38

#### 45 tours et CD1
1. Supporter - 3:09
2. Memphis Train Blues - 1:37
3. (The Eleventh Untitled Song)2 - 3:56

Notes
- 1. Le single britannique portant le numéro de catalogue W7577 CDX est présenté dans une pochette en forme de feuille.
- 2. "(The Eleventh Untitled Song)" est une version instrumentale étendue de la chanson de clôture de l'album Green, la onzième, ne portant pas de titre.

### Deuxième édition
La deuxième édition est parue plus tard au cours de l'année 1989 avec une couverture différente, une photo du groupe sur scène) à la place de Pop Song 89.
- Stand – 3:09
- Pop Song 89 (Version acoustique) – 2:56
- Skin Tight (Reprise live de Ohio Players, écrite par Jones, Pierce, Bonner, Middlebrooks)1 – 2:03

Notes
- 1. La piste live a été enregistrée à Orlando en Floride le 30 avril 1989.

## Classements
| Classement (1989)              | Meilleure position |
| ------------------------------ | ------------------ |
| Australie                      | 56                 |
| Canada Top Singles (RPM)       | 8                  |
| Irlande (IRMA)                 | 17                 |
| Nouvelle-Zélande (RMNZ)        | 23                 |
| Royaume-Uni                    | 48                 |
| US Billboard Hot 100           | 6                  |
| États-Unis (Alternative Songs) | 1                  |

| Chart (1989)             | Position |
| ------------------------ | -------- |
| Canada Top Singles (RPM) | 87       |

## Source
- (en) Cet article est partiellement ou en totalité issu de l’article de Wikipédia en anglais intitulé « Stand (R.E.M. song) » (voir la liste des auteurs).